# Philodryas chamissonis
Philodryas chamissonis là một loài rắn trong họ Rắn nước. Loài này được Wiegmann mô tả khoa học đầu tiên năm 1835.

## Từ nguyên
Tên cụ thể của loài này chamissonis được đặt để vinh danh nhà thực vật học, nhà thơ người Đức Adelbert von Chamisso.

## Hình ảnh

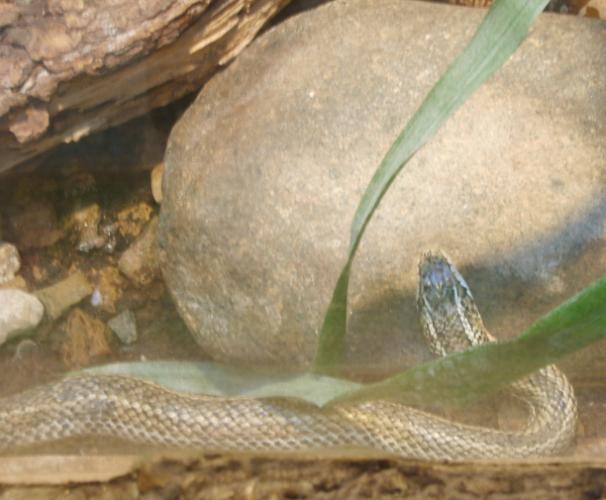
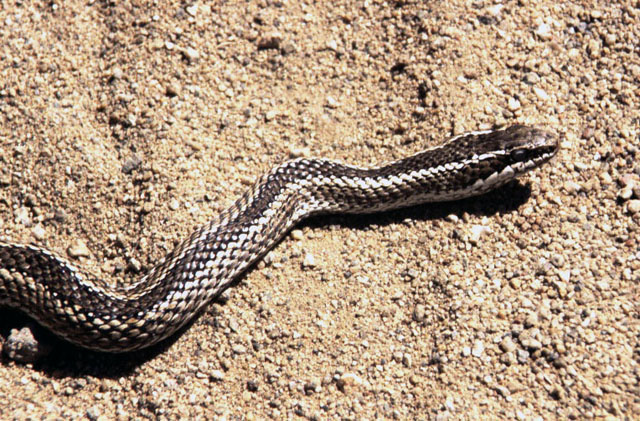